# Durandova linie

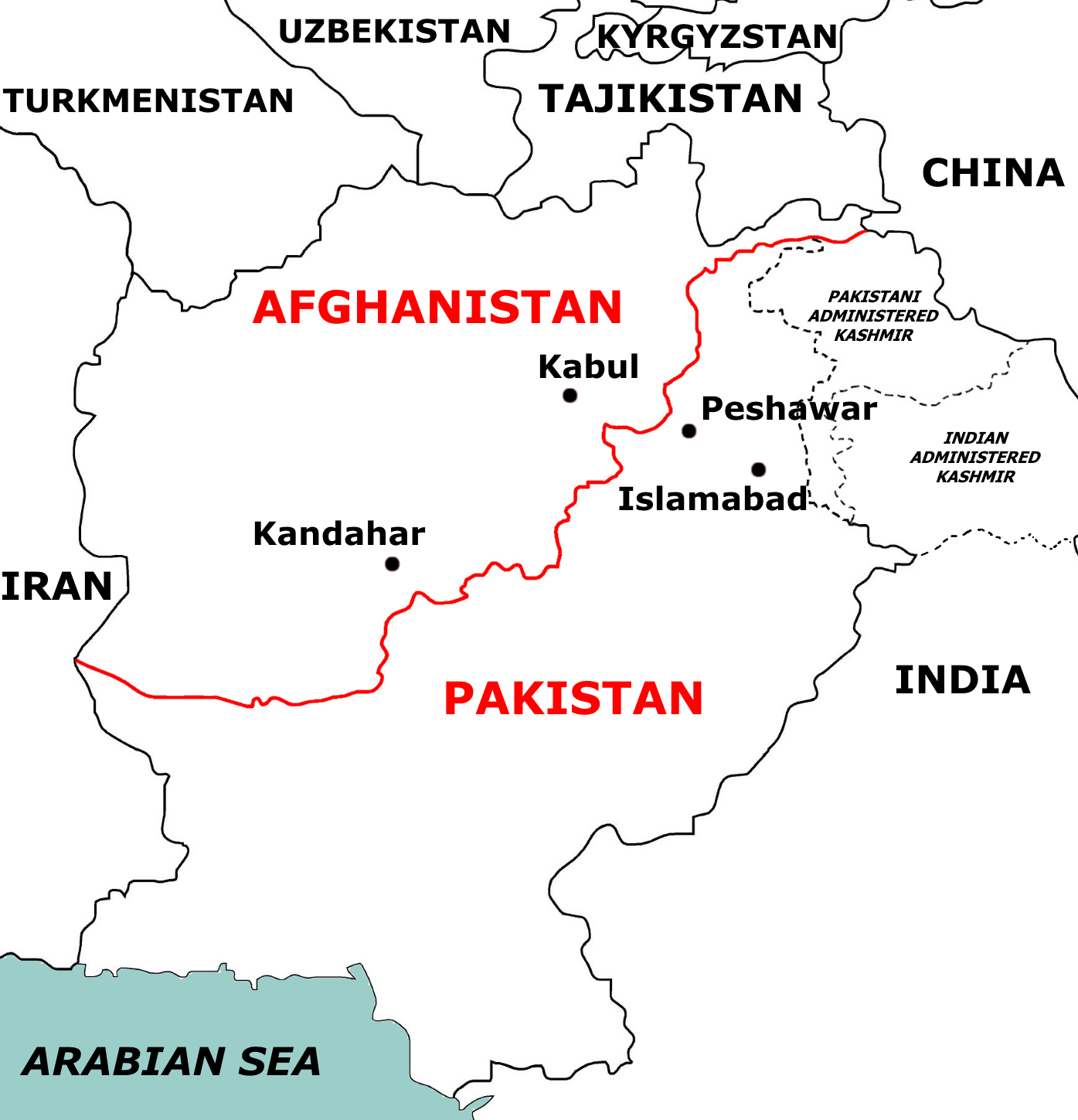
Durandova linie (na mapě vyznačena červenou linkou)

Durandova linie (anglicky Durand Line, případně Zero Line) je označení pro afghánsko-pákistánskou hranici. Vede od íránsko-afghánské hranice až k hranici pákistánsko-čínské, v délce 2 640 kilometrů.

## Historie
Durandova linie je výsledkem afghánsko-britských jednání, která probíhala mezi afghánskou vládou a misí vyslanou do Kábulu indickým místokrálem v roce 1893. Misi vedl tajemník ministerstva zahraničí vlády tehdejší Britské Indie Mortimer Durand, podle něhož je linie pojmenována.
Delimitace Durandovy linie byla dokončena v roce 1896. Při souběžných jednáních s Persií byl vymezen i nejsevernější bod dnešní íránsko-pákistánské hranice a společná anglo-ruská komise vymezila v roce 1895 i východní část afghánsko-ruských hranic. Touto delimitací afghánsko-ruských hranic vznikl tzv. Vachánský koridor.

## Hraniční spor
Po vzniku Pákistánu v roce 1947 Afghánistán vícekrát prohlásil, že Durandova linie mu byla Brity vnucena a po několik desetiletí její platnost opakovaně zpochybňoval. Paštúnské kmeny, jejichž území tato linie uměle rozdělila, její existenci od samého počátku neuznaly a dodnes se ji snaží ignorovat.